# Parafia Świętych Dziesięciu Tysięcy Rycerzy Męczenników w Sadkowicach
Parafia Świętych Dziesięciu Tysięcy Rycerzy Męczenników w Sadkowicach – parafia rzymskokatolicka należąca do dekanatu Biała Rawska diecezji łowickiej. Erygowana w XVI wieku.

## Zasięg parafii
Do parafii należą wierni z miejscowości: Celinów, Gacpary, Gogolin, Kaleń, Lutobory, Nowe Sadkowice, Nowe Szwejki, Paprotnia, Pilawy, Przyłuski, Rzymiec, Sadkowice, Szwejki Wielkie i Turobowice.